# Ozolles
Ozolles – miejscowość i gmina we Francji, w regionie Burgundia-Franche-Comté, w departamencie Saona i Loara.
Według danych na rok 1990 gminę zamieszkiwały 502 osoby, a gęstość zaludnienia wynosiła 18 osób/km² (wśród 2044 gmin Burgundii Ozolles plasuje się na 457. miejscu pod względem liczby ludności, natomiast pod względem powierzchni na miejscu 217.).